# Agrilus paludicola
Agrilus paludicola é uma espécie de inseto do género Agrilus, família Buprestidae, ordem Coleoptera.
Foi descrita cientificamente por Krogerus, 1922.